# Smyčcový kvartet č. 1 (Martinů)
Smyčcový kvartet č. 1 „Francouzský“, (H. 117) je komorní skladba českého skladatele Bohuslava Martinů.

## Pozadí vzniku
Bohuslav Martinů byl ke smyčcovým kvartetům přitahován již od dětství. Svůj první kvartet na motivy básně Jaroslava Vrchlického Tři jezdci složil už v osmi letech. Práce mladého Martinů však byly téměř zapomenuty a dnes jsou jen archivním materiálem, který se dá jen stěží zrekonstruovat. Martinů tak poprvé vstoupil do světa skládání smyčcových kvartet svým Francouzským kvartetem, který zkomponoval v roce 1918 v Poličce. V roce 1925 chtěl Martinů skladbu předvést v Paříži se Ševčíkovým-Lhotského kvartetem, ale k premiéře došlo až v roce 1927 v Brně.

## Forma
Skladba se skládá ze čtyř vět:
- 1. Moderato. Alegro ma non troppo
- 2. Andante moderato
- 3. Allegro non troppo
- 4. Allegro

Francouzský kvartet, pojmenovaný tak pro své impresionistické naladění, je inspirován dílem Clauda Debussyho a Maurice Ravela. Zároveň je to také nejdelší kvartet Martinů. Jeho typický styl není ještě zcela zřejmý, i tak má však kvartet nezpochybnitelné kvality a jistě náleží k zajímavým zástupcům umělcovy rané komorní tvorby.
Délka díla je přibližně 36 minut.